# Djow (Cameroun)
Djow est un village situé dans la région Est du Cameroun et se trouvant dans le département du Haut Nyong. Il se trouve plus précisément dans l'arrondissement d'Abong-Mbang et dans le quartier d'Abong-Mbang ville.

## Population
En 2005, le village de Djow comptait 2 014 habitants dont : 1 004 hommes et 1 010 femmes.

## Éducation
Le village de Djow possède un centre de formation catholique de menuiserie-ébénisterie. Les produits fabriqués lors des travaux pratiques de menuiseries sont mis en vente.
Le village divise également d'une chapelle catholique très ancienne. Les religieuses de cette dernière produisent des jus de fruits (papaye, citron…).

## Projet d'aménagements
En 2012 pour soutenir et développer les villages de la commune d'Abong-Mbang, l'objectif était de créer une unité de production d'aliments complets pour nourrir le bétail, construire un complexe commercial et enfin construire des carrières de sables.